# Плато Шиллонг
Плато Шиллонг (англ. Shillong Plateau) — плато на крайньому північному сході Індії. Складається з гор Гаро на заході та хребтів Кхасі і Джайнтія на сході.